# 1995年北海道知事選挙
1995年北海道知事選挙（1995ねんほっかいどうちじせんきょ）は、北海道の執行機関である北海道知事を改選するため、1995年4月9日に投票が行われた選挙で、第13回統一地方選挙の一環として行われた。

## 概要
北海道知事の任期（4年）が満了したことに伴って実施された選挙で、3期12年の間、北海道知事を務めてきた横路孝弘が退任したことに伴い、1983年以来12年ぶりに新人同士による一騎討ちの選挙戦となった。北海道知事選挙は第1回（1947年）以来、一貫して統一地方選挙の日程で実施されている。また北海道は旧社会党の勢力が強いところで、知事選挙では常に与野党一騎討ちの選挙戦が展開されてきた。しかし、前年国政において自民党・社会党・さきがけの三党連立政権（村山政権）が発足し、それまで道政で対立してきた自民・社会が共に与党となった中、自民党が元社会党代議士の伊東秀子を、社会党が国政野党である新進党や公明などとともに横路の後継候補である堀達也を推薦するという「ねじれ型」選挙となった。

## 基礎データ
- 告示日：3月23日
- 投票日：4月9日
- 選挙当日の有権者数：4,325,988名

## 候補者
立候補を届け出たのは以下の5名である。
| 候補者名   | 年齢 | 党派   | 新旧 | 推薦・支持党派                                                          | 主な経歴                                                      |
| ---------- | ---- | ------ | ---- | ----------------------------------------------------------------------- | ------------------------------------------------------------- |
| 伊東秀子   | 51   | 無所属 | 新人 | - （推薦）自由民主党・自由連合 - （支持）新党さきがけ・新党護憲リベラル | - 家庭裁判所調査官 - 弁護士 - 衆議院議員（当選2回）           |
| 三浦雄一郎 | 62   | 無所属 | 新人 |                                                                         | - プロスキーヤー - クラーク記念国際高等学校長                 |
| 堀達也     | 59   | 無所属 | 新人 | （推薦）日本社会党・新進党・公明                                        | - 知事室長 - 北海道副知事                                     |
| 甲斐基男   | 48   | 無所属 | 新人 | （推薦）日本共産党                                                      | - 勤医協札幌病院事務長、総務部長 - 北海道勤労者医療協会副理事 |
| 三沢道男   | 59   | 無所属 | 新人 |                                                                         | - 八雲町町議、農協理事 - 元道議（当選2回）                    |

出典：北海道新聞1995年3月23日付夕刊1面「立候補届け出」、『縮刷版』3月号1049頁。

## 選挙結果
投票率：65.98％（投票者数2,854,168名）。前回投票率71.79％
| 当落 | 候補者名   | 党派   | 新旧 | 得票数    | 得票率 |
| ---- | ---------- | ------ | ---- | --------- | ------ |
| 当選 | 堀達也     | 無所属 | 新人 | 1,636,360 | 58.3%  |
|      | 伊東秀子   | 無所属 | 新人 | 766,657   | 27.3%  |
|      | 三浦雄一郎 | 無所属 | 新人 | 191,099   | 6.8%   |
|      | 甲斐基男   | 無所属 | 新人 | 169,715   | 6.0%   |
|      | 三沢道男   | 無所属 | 新人 | 41,647    | 1.5%   |
| 合計 | 合計       | 合計   | 合計 | 2,805,478 |        |

出典：北海道知事選挙の結果（昭和22年～現在）、北海道選挙管理委員会（xlsファイル）。2011年3月9日閲覧
選挙の結果、無所属新人で社会党や新進党などが推薦する前副知事の堀達也が、伊東秀子らに圧倒的大差をつけて初当選を果たした。当選した堀は、横路知事の支持基盤である社会党や連合北海道だけでなく、公明などの支援を得て、終始優位に戦いを進めることができた。それに対し伊東は、一部の町村を除いて各地で堀候補に2倍近い差をつけられただけでなく、ブームを期待した札幌圏でも票を伸ばすことができず、堀を破ることはできなかった。